# Gan Kleabphueng
Gan Kleabphueng (thailändisch กรรณ กลีบผึ้ง; * 30. März 1994) ist ein thailändischer Fußballspieler.

## Karriere
Gan Kleabphueng stand Anfang 2019 beim Simork FC in Suphanburi unter Vertrag. Der Verein spielte in der dritten Liga, der Thai League 3. Hier trat Simork in der Lower Region an. Nachdem der Verein gesperrt worden war, unterschrieb er zur Rückserie 2019 einen Vertrag beim Viertligisten Koh Kwang FC. Mit dem Verein spielte er in der Eastern Region der vierten Liga. 2020 wechselte er zum Zweitligisten Ayutthaya United FC. Der Verein aus Ayutthaya spielte in der zweithöchsten Liga des Landes, der Thai League 2. Sein Zweitligadebüt für Ayutthaya gab er am 16. September 2020 im Auswärtsspiel gegen den Nongbua Pitchaya FC. Hier stand er in der Anfangsformation und stand die kompletten 90 Minuten auf dem Spielfeld. Für Ayutthaya absolvierte er 25 Zweitligaspiele. Zu Beginn der Saison 2021/22 wechselte er zum Drittligisten Muang Loei United FC. Der Verein aus Loei spielte in der North/Eastern Region der dritten Liga. Hier stand er bis Dezember 2021 unter Vertrag. Am 11. Dezember 2021 unterschrieb er einen Vertrag beim Drittligisten Sisaket FC. Für den Verein aus Si Sa KetSisaket bestritt er 18 Ligaspiele in der North/Eastern Region. Am Ende der Saison wurde er mit Sisaket Vizemeister der Region. In den Aufstiegsspielen zur zweiten Liga konnte man sich jedoch nicht durchsetzen. Ende Juli 2022 wechselte er zu seinem ehemaligen Verein, dem Zweitligisten Ayutthaya United FC. Nach 28 Zweitligaspielen wechselte er im Sommer 2023 zum Drittligaaufsteiger The Icon RSU FC. Mit dem Verein aus Pathum Thani spielte er elfmal in der Bangkok Metropolitan Region der Liga. Im Winter 2024 wechselte er in die North/Eastern Region. Hier schloss er sich dem  Mahasarakham SBT FC an. Die Saison 2023/24 feierte er mit dem Verein aus Maha Sarakham die Vizemeisterschaft und den Aufstieg in die zweite Liga.

## Erfolge
Mahasarakham SBT FC
- Thai League 3 – North/East: 2022/23